# Chiesa di San Francesco di Paola (San Giovanni in Fiore)
La chiesa di San Francesco di Paola (o del Crocefisso) è una chiesa di San Giovanni in Fiore, costruita nel 1714.

## Storia
Eretta nella zona più bassa della città, superando così il record minimo di altitudine che è sempre appartenuto all'Abbazia Florense, la chiesa del Crocefisso è stata in seguito dedicata a san Francesco di Paola, patrono della Calabria. L'edificio è raggiungibile percorrendo la strada che dal paese porta alla confluenza fra i fiumi Neto e Arvo, nei pressi della località chiamata  Iunture.

### Arte e architettura

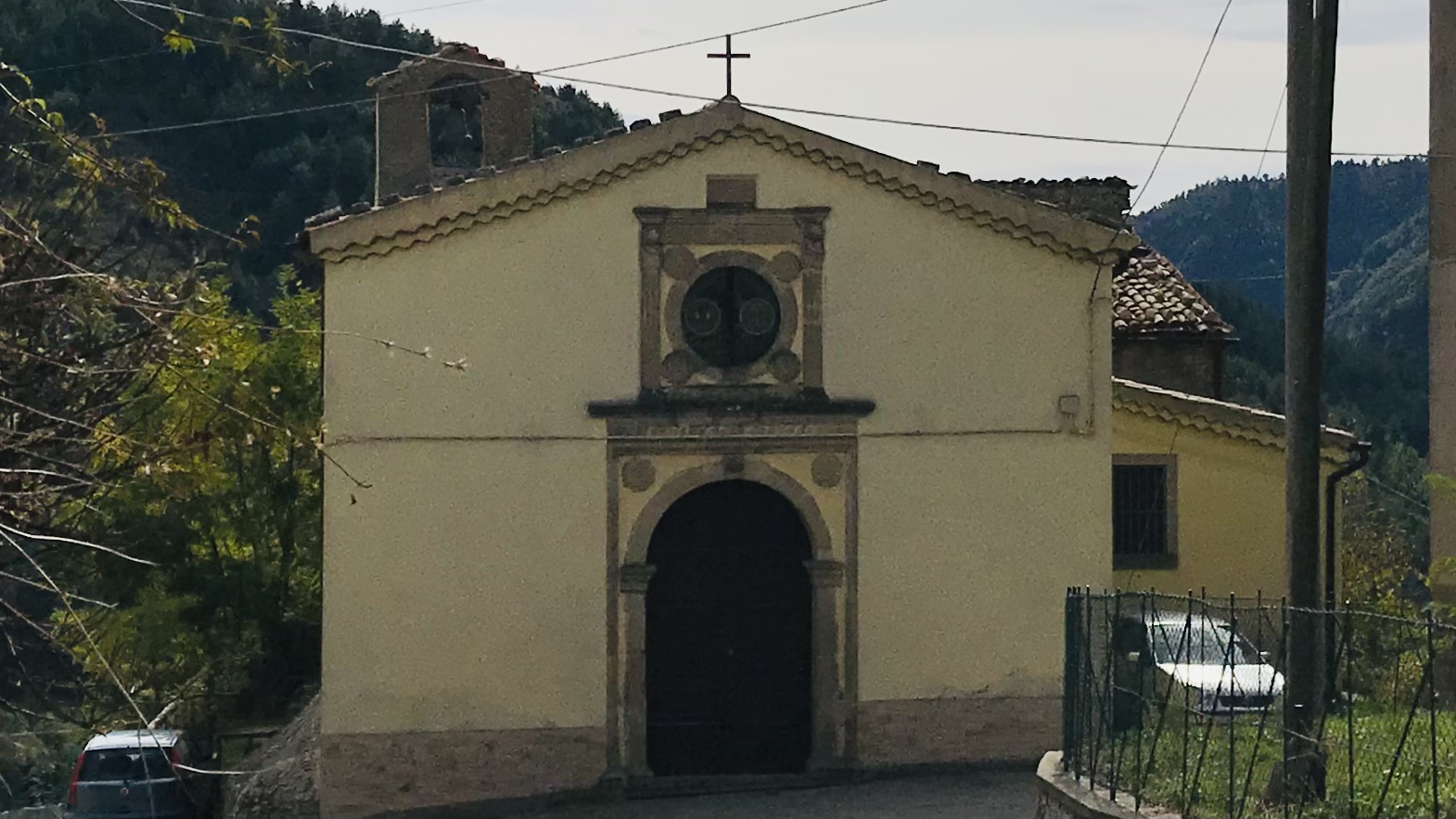
La facciata

La chiesa è ad una sola navata. Anni dopo la sua costruzione fu aggiunta una cappella che mutò il piano originario del progetto. Di semplice fattura presenta una facciata piuttosto sobria. Il portale è poco lavorato, sormontato da un arco a tutto sesto, con colonne quadra lisce e capitelli semplici. In alto due piccoli fregi completano il portale.
Più ricercato il punto luce, che presenta caratteri simili ma più marcati rispetto al portale. Di grande fattura è il pulpito in legno che si trova sulla parete sinistra della navata, mentre i grandissimo pregio è l'altare in legno di stile barocco, intarsiato e lavorato finemente, e decorato in maniera sfarzosa, con colonne a torciglione e capitelli corinzi, lavori eseguiti da i grandi ebanisti cosentini.
La chiesa è stata restaurata nel 1976 dalla quale sono stati asportate alcuni opere e trasferite nella parrocchia madre di Santa Lucia, mentre altre opere minori sono andate perdute. Un ultimo piccolo restauro è stato applicato nella metà dell'ultimo decennio, comportando un semplice restauro della facciata principale.